# Franco Asinari
Franco Asinari (Pomponesco, 12 gennaio 1916 – Milano, 16 maggio 2007) è stato un pittore e incisore italiano.

## Biografia e produzione artistica
Come il fratello Adone, seguì i corsi della Scuola d'arte del Castello Sforzesco, allievo di Morelli e di Usellini, e si avvicinò al movimento Futuristico con una produzione di olii, collages e di lavori di aeropittura (seconda metà degli anni trenta). Ventenne, nel 1936, vinse il Premio Pisa.
La chiamata alle armi e la guerra lo costrinsero ad una pausa dalla sua attività artistica; nel dopoguerra accettò un lavoro di grafico pubblicitario presso l'Editoriale Domus e collaborò a lungo con Gio Ponti, realizzando molte delle sue creazioni grafiche per la rivista.
Ripresa la pittura, Asinari produsse relativamente poco, seguendo un proprio percorso di riflessione con ricerche e riscoperte artistiche e una propria visione della natura che riversò nella produzione degli ultimi anni. Si dedicò con particolare creatività. anche alla tecnica del collage.
Appartato per carattere, tenne la sua prima personale nel 1967, suscitando un interesse che fu alla base di una nuova spinta creativa: prese così corpo una feconda serie di lavoro frutto dei precedenti anni di introspezione e ricerca.
La sua terra d'origine in particolare fu per lui fonte di ispirazione per paesaggi raffigurati con grande libertà, verso uno stile decisamente astratto.
Nel 2013 sue opere sono state esposte nella mostra Pittura e Paesaggio tra Oglio e Po tenuta a Sabbioneta.